# Andeimalva chilensis
Andeimalva chilensis är en malvaväxtart som först beskrevs av Claude Gay, och fick sitt nu gällande namn av J.A.Tate. Andeimalva chilensis ingår i släktet Andeimalva och familjen malvaväxter. Inga underarter finns listade i Catalogue of Life.